# João Carlos Saad
João Carlos Saad ComMM (São Paulo, 19 de outubro de 1958), conhecido também como Johnny Saad, é um empresário e jornalista brasileiro. Filho de Maria Helena de Barros Saad e João Jorge Saad, fundador da Rede Bandeirantes, é o presidente do Grupo Bandeirantes de Comunicação desde a morte de seu pai, em 1999.   O ex-governador de São Paulo Ademar de Barros é o seu avô materno. 

## Biografia e carreira
Formado em Administração pela Fundação Getulio Vargas (FGV), Johnny iniciou sua carreira no rádio (Cadeia Verde Amarela) seguindo o exemplo de seu pai, João Jorge e depois passou a integrar as demais empresas do Grupo Bandeirantes.
Em 1993, Saad foi admitido pelo presidente Itamar Franco à Ordem do Mérito Militar no grau de Comendador especial.
Johnny é o presidente do grupo que está ativo há mais de 70 anos com investimentos em TV por assinatura, rádios, TV aberta e jornais. Ele é fundador da Associação Brasileira de Radiodifusores (ABRA), uma associação de TVs e rádios brasileiras que defende o interesse destes meios. Johnny é casado com Cláudia Saad, e é pai de quatro filhos: Daniela, Pedro, João e Helena.
Em 2011, recebeu o Título de Empreendedor do Ano na Comunicação. 
Em 12 de fevereiro de 2019, por 3 votos a 2, o conselho de administração do conglomerado decide o afastar da presidência, um pedido feito pelas irmãs Márcia e Maria Leonor Saad, que foi rejeitado após decisão judicial. Ele está amparado por decisão favorável a ele em resposta à tutela de urgência incidental pedida por suas irmãs sócias do grupo. A decisão decidiu respeitar acordo entre os acionistas que data de 2014 e garante a João Carlos Saad a permanência a frente da Band até 2026. O grupo enfrenta dívidas estimadas em R$1,2 bilhão.
Em agosto de 2023, Saad foi eleito um acadêmico da Abramark, se juntando a outros 46 acadêmicos (4 in memorian) em um grupo de referências do mercado, empresários e profissionais que por suas iniciativas, ações e manifestações contribuem para a disseminação e institucionalização do marketing no Brasil.

## Atuação política
Em dezembro de 2013, o então prefeito paulistano Fernando Haddad revelou em entrevista a um grupo de blogueiros que havia recebido de um empresário dono de um "grande veículo de comunicação" a confirmação de que o referido veículo realizava campanha implacável contra a sua gestão, em represália pelo aumento do IPTU promovido pela prefeitura. Em junho de 2017, num artigo publicado na revista Piauí, o ex-prefeito confirmou as informações da entrevista de dezembro de 2013 e ainda revelou que o entrevero com o Grupo Bandeirantes, e com Johnny Saad, começou após o cancelamento do GP de Fórmula Indy em São Paulo.
O jornalista Paulo Henrique Amorim revelaria em seu blog Conversa Afiada que o empresário em questão seria Johnny Saad.